# Macrobdella decora
Macrobdella decora är en ringmaskart som först beskrevs av Thomas Say 1824.  Macrobdella decora ingår i släktet Macrobdella och familjen käkiglar. Inga underarter finns listade i Catalogue of Life.